# Волога пампа

Положення Вологої Пампи на мапі

Волога пампа, Низька Пампа (ісп. Pampa Húmeda) — велика область плоского і родючого степу лесового походження в Аргентині. Має в середньому опадів 900 мм на рік, на відміну від посушливої пампи, що розташована на захід, де кількість опадів складає в середньому менше 700 мм.

## Передмова
Як і вся пампа в цілому, регіон має переважно горбистий рельєф з помірним кліматом, хоча багаті чорноземи зустрічаються тут частіше, ніж на заході, де ґрунт лесового походження є більш поширеним. За винятком кількох скель поблизу річок Парана і Ріо-де-ла-Плата, а також гірських хребтів на півдні — Танділія і Вентанія, нахил регіону рідко перевищує 6 градусів. Пампа охоплює провінцію Буенос-Айрес майже повністю, центр і південь провінції Санта-Фе, більшу частину провінції Кордова та східну третину провінції Ла-Пампа, загальна площа близько 600 000 км².
Уругвайська савана, що лежить на схід від річок провінції Ентре-Ріос (Аргентина), займає Уругвай і південь Бразилії, іноді вважається частиною Вологої Пампи.

## Клімат
Місцевість має чотири чітко виражені сезони. Взимку бувають холодні, морозні ночі. Волога, помірна погода зазвичай навесні і восени. Влітку вдень буває вельми спекотно.

## Флора
Рослинність представлена степами, маршовими луками і ксерофільним рідколіссям. Рельєф цієї території — пласкі рівнини з дуже пологими пагорбами; пагорби височать над рівниною як острови. Рівнини перетинають кілька повільно прямуючих меандруючих річок, є також озера з прісною і солоною водою. Рівнини пампи лежать на осадових товщах, що перекривають тектонічну западину, що продовжується в Чако. Ґрунти — сіроземи або чорноземи з лесовою і вапняковою основою. На заході ґрунти піщані, а на південному сході під тонким шаром ґрунту — товстий шар кальцію. В горах ґрунти малопотужні, на великокристаличній основі, пісковики. Кліматичні умови в комбінації з геохімічними особливостями осадових матеріалів і цикли зміни злаків в рослинності сприяють розвитку ґрунтів з високим вмістом органіки і мінеральних речовин. Ці особливості роблять ґрунти вкрай сприятливими для росту рослин.
Навіть дуже слабкий ухил на рівнині приводить до процесів дренування, незважаючи на майже морський клімат. Завдяки особливостям рельєфу паводки в періоди рясного випадання дощів (раз на декаду) призводять до тривалого і величезного затоплення, викликаючи серйозні перебудови в рослинності, а в зонах поселень — пошкодження будівель і сільгоспугідь. В кінці зими і щовесни відбуваються повені, які є найзначнішою особливістю регіону пампи.
Природна рослинність у низькій пампі — злаковий степ з домінуванням «flechillar» — трав з високими кормовими якостями. Домінують представники родів Stipa, Piptochaetium, Aristida, Melica, Briza, Bromus, Eragrostis, Poa. Причому в теплі сезони тут домінують представники родів Panicum, Chloris, Andropogon, Oryzis, в холодні — Agrostis, Avena, Festuca Phalaris, Stipa. Види цих двох груп злаків — «літні» і «зимові» — присутні в рослинному покриві одночасно, що надає пластичність і стабільність рослинного покрову пампи. Продуктивність цих груп в різні сезони різна, і, спостерігаючи за конкретною ділянкою пампи, можна бачити, як змінюються аспекти.
У різнотрав'я пампи численні однорічні рослини з родів Micropsis, Berroa, Gamochaeta, Chaptalia, Aster, Chevreulia, Vicia, Oxalis, Adesmia, Daucus. У міру того, як родючість ґрунтів на захід від р. Парана і на південь від Ріо-де-Ла-Плата збільшується, в пампі з'являються численні представники бобових трав'янистих рослин (Cassia, Crotalaria, Desmanthus, Phaseolus, Vicia тощо.).
У затоплюваній пампі типовий ландшафт виглядає як велика безлісна рівнина із степовою рослинністю. Єдині дерева тут — це посадки інтродукованих в регіон видів. Домінує злаковий степ — спільнота з Paspalum dilatatum, Bothriochloa laguroides, Briza subaristata. У південно-західній частині регіону домінують трохи інші злаки — Paspalum quadrifarium і Stipa trichotoma.

## Ресурси Інтернету
- Servicio Meterológico Nacional de Argentina (mapas de la zona de la Pampa Húmeda. [Архівовано 24 вересня 2015 у Wayback Machine.]
- Humid Pampa — World Wildlife Fund (en Inglés) [Архівовано 15 червня 2006 у Wayback Machine.]